# Schweißgerät

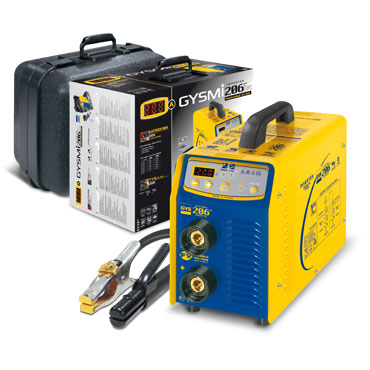
Lichtbogenschweißgerät

Ein Schweißgerät ist ein Gerät, um Gegenstände durch Wärmeeinwirkung stoffschlüssig zu fügen, ein Bauteil zu beschichten oder um einen festen homogenen Gegenstand in mehrere Einzelteile zu zerlegen. Neben der Wärmeeinbringung übt das Schweißgerät in vielen Fällen auch Kraft, manchmal auch mit einem bestimmten Bewegungsablauf verbunden, auf die zu verschweißenden Bauteile aus.
Die Technik des Schweißens wird vor allem bei Metallen und Kunststoffen angewandt, wobei verschiedene Verfahren der Wärmeerzeugung zum Einsatz kommen.

## Autogenschweißgerät
Beim Autogenschweißen mit Ethin (Trivialname: Acetylen) und Sauerstoff kommt ein Autogenschweißgerät, auch Schweißbrenner genannt, zum Einsatz. Mit dem aus der Gerätedüse austretenden entzündeten Acetylen-Sauerstoff-Gasgemisch wird eine Flamme mit Temperaturen von bis zu 3.200 °C als Wärmequelle erzeugt. Diese schmilzt einen von Hand zugeführten Schweißdraht, mit dessen Schmelze Eisenteile verbunden werden. 
Der Schweißbrenner besteht aus dem Griffstück mit den Anschlüssen und Regulierventilen für die Gase und mit auswechselbaren Brennerdüsen entsprechend der Dicke der zu schweißenden Werkstücke. Von den Gas-Anschlüssen führen Schläuche zu den Gasflaschen (Druckbehälter). Bis in die späten 1950er Jahre waren die sog. Karbid- oder Acetylentwickler üblich, in denen das Acetylen aus Calciumkarbid durch Zuführung von Wasser produziert wurde, dann setzte sich die wesentlich einfachere Verwendung von Acetylen in Flaschen allgemein durch. 
Im Mischrohr des Griffstückes wird das Brenngas durch den unter höherem Druck ausströmenden Sauerstoff angesaugt und beide in die Brennerdüse geführt. Dort verbrennen die Gase nach Zündung mit einem Zündgerät in Form einer Stichflamme. Die Zufuhr beider Gase kann einzeln durch die Ventile reguliert werden. Beim sog. Schneidbrenner wird durch die Heizflamme zusätzlicher purer Sauerstoff auf die Bearbeitungsoberfläche geblasen, welche  hitzebedingt schmilzt und durch den Sauerstoffüberschuss zu Schlacke verbrennt.
Um ein Verwechseln der Schläuche zu vermeiden, werden für das Brenngas rote und für Sauerstoff blaue Schläuche benutzt. Außerdem hat der Anschluss für den Sauerstoffschlauch bei gleichem Außendurchmesser eine kleinere lichte Weite als der Anschluss für den Brenngasschlauch. Die Überwurfmuttern haben beim Anschluss am Griffstück für das Brenngas ein 3/8"-Linksgewinde mit Kerben in der Überwurfmutter und für Sauerstoff ein 1/4"-Rechtsgewinde.
Propan ist wegen der zu geringen Verbrennungsgeschwindigkeit zum Gasschmelzschweißen nicht geeignet, wird jedoch als kostengünstiges Brenngas für grobes Brennschneiden, etwa Zerteilen von Schrott verwendet.

## Lichtbogenschweißgerät
Beim Lichtbogenschweißgerät wird die benötigte Wärme durch elektrischen Strom in einem Lichtbogen erzeugt.

## MSG-Schweißgerät
Metall-Schutzgas-Schweißgeräte lassen sich, je nach Art des Schutzgases, zum Metall-Aktivgas- oder Metall-Inertgas-Schweißen einsetzen.
Beim Metall-Aktivgas-Verfahren, kurz MAG-Verfahren, entsteht zwischen einer von der Maschine zugeführten Drahtelektrode und einem Werkstück ein Lichtbogen. Um das Stromkontaktrohr wird Schutzgas über die Gasdüse zugeführt, um die Schmelze vor den negativen Einflüssen der Luftatmosphäre zu schützen.
Als aktive Bestandteile des Schutzgases zum Argon werden Sauerstoff und CO2 verwendet. Das Mischungsverhältnis Argon zu aktiven Gasen, hier vor allem CO2, bestimmt die Form und Tiefe des Einbrandes und den Tropfenübergang des Zusatzes.
Auch hochlegierte CrNi-Stähle können MAG geschweißt werden. Wird hier CO2 als Aktivgas verwendet, so ist der Anteil auf maximal 5 % CO2 zu begrenzen, um die Aufnahme von Kohlenstoff in die Schmelze zu vermeiden. Die Folge wäre Korrosion. 
Das Metall-Inertgas-Verfahren, kurz MIG-Verfahren, funktioniert ähnlich wie das MAG-Verfahren, allerdings nimmt das Schutzgas nicht aktiv am Schweißprozess teil, sondern dient nur als Schutz vor Oxidation. Das MIG-Verfahren wird hauptsächlich bei hochlegierten Stählen 
(CrNi-Stählen) und NE-Metallen eingesetzt. Als Schutzgas werden Argon oder Argon-Helium-Gemische verwendet. Das MIG-Schweißen wird ebenso bei niedrig legierten Stählen eingesetzt.
Die hierfür benötigte Stromquelle muss verschiedenen Anforderungen entsprechen. Als ideal hat sich eine Kennlinienschar mit leicht fallendem Spannungsverlauf erwiesen (2–4 Volt fallend pro 100 Ampere). Bei einem minimalen Schweißstrom von 60–70 Ampere ist eine Spannung von ca. 16 Volt zugeordnet. Um ein spritzerarmes Schweißen zu erzielen (spritzerfrei ist nahezu unmöglich) muss die Stromquelle eine bestimmte Kreisinduktivität aufweisen. Die hierzu meist eingesetzten Drosseln haben eine zweifache Wirkung im Kurzlichtbogenbereich (ca. 60–200 Ampere). Dabei
1. begrenzt sie den Strom beim Kontakt zwischen Drahtelektrode und Werkstück,
2. und speichert Energie für die nachfolgende Lichtbogenphase.

Dieser Vorgang wiederholt sich je nach Einstellung 30–80 mal pro Sekunde.
Beim zweiten Bereich (Sprühlichtbogen ab ca. 250 Ampere) gibt es keine mechanische Berührung zwischen Drahtelektrode und Werkstück (außer beim Start).
Daneben gibt es Fülldraht-Schweißgeräte, die das Schutzgas im Röhrchendraht beinhalten.

## WIG-Schweißgerät
Beim Wolfram-Inertgas-Schweißen (WIG-Schweißen) brennt der Lichtbogen zwischen einer nicht abschmelzenden Wolframelektrode und dem Werkstück in einer inerten Schutzgasatmosphäre. Als Schutzgase werden Argon, Helium und deren Gemische verwendet.

## Widerstandspressschweißgerät
Beim Widerstandspressschweißen werden die zu verbindenden Werkstücke aneinandergepresst und von einem hohen Strom durchflossen. An der Verbindungsstelle kommt das Metall zum Schmelzen. Dieser Vorgang läuft auf Grundlage des Jouleschen Gesetzes ab (Elektrowärme).
Ein Punktschweißgerät besteht im Wesentlichen aus einem Gerät zur Krafterzeugung (in Form einer Ständermaschine oder Zange) und einem Transformator nebst Steuerung zur Einstellung des Schweißstromes und des Zeitablaufs.
Ein Rollennahtschweißgerät funktioniert nach dem gleichen Prinzip, kann durch die Rollen aber auch Nähte erzeugen.

## Ultraschallschweißgerät
Das Ultraschallschweißen ist eine Form des Reibschweißens, die hauptsächlich zur Verbindung von thermoplastischen Kunststoffen (Thermoplaste) verwendet wird. Dabei wird eines der zu verbindenden Teile fest eingespannt, während das andere Teil von einem Ultraschallresonator in Schwingung versetzt und gleichzeitig auf das feststehende Teil gepresst wird. An der Kontaktstelle werden die Moleküle der Werkstoffe in Schwingung versetzt, was zu einer stoffschlüssigen Verbindung der Werkstoffe führt.